# نيت بومان
نيت بومان (بالإنجليزية: Nate Bowman)‏ مواليد 19 مارس 1943 في فورت وورث - الوفاة 11 ديسمبر 1984، كان لاعب كرة سلة أمريكي. بدأ مسيرته الاحترافية في سنة 1965. تم اختياره من قبل فريق سكرامنتو كينغز خلال الدرافت. بلغ طوله 6 قدم 10 بوصة (2.1 م). اعتزل اللعب في 1973. فاز بلقب دوري إن بي إيه.

## المسيرة الاحترافية
لعب مع شيكاغو بولز في سنة 1966، ثم لعب مع نيويورك نيكس من سنة 1967 إلى 1970، ثم لعب مع بوفالو بريفز في موسم 1970–1971.

## روابط خارجية
- نيت بومان على موقع إن بي أي (الإنجليزية)
- نيت بومان على موقع سبورتس رفرنس (الإنجليزية)
- نيت بومان على موقع كلية كرة السلة في سبورتس رفرنس.كوم (الإنجليزية)
- نيت بومان على موقع ريلجم (الإنجليزية)
- نيت بومان على موقع بروبوليرز (الإنجليزية)